# Saitama (prefectuur)
De prefectuur Saitama (Japans: 埼玉県, Saitama-ken) is een Japanse prefectuur in de regio Kanto in Honshu. Saitama heeft een oppervlakte van 3797,25 km² en had op 1 december 2013 een bevolking van 7.223.725 inwoners. De hoofdstad is Saitama. De prefectuur maakt deel uit van Groot-Tokio en de meeste steden van de prefectuur Saitama kunnen dan ook beschouwd worden als voorsteden van Tokio.

## Geschiedenis
De prefectuur Saitama was vroeger een deel van de Musashi (provincie). Tokio behoorde eveneens tot deze provincie. De Saitama regio is historisch bekend omwille van zijn vruchtbare grond die instond voor het grootste deel van de voedselvoorziening voor de regio Kanto.

## Geografie
De prefectuur Saitama wordt begrensd door Tokio en de prefecturen Chiba, Ibaraki, Tochigi, Gunma, Nagano en Yamanashi.
De administratieve onderverdeling is als volgt :

### Zelfstandige steden (市) shi
Er zijn 40 steden in de prefectuur Saitama.
| - Ageo - Asaka - Chichibu - Fujimi - Fujimino - Fukaya - Gyoda - Hanno - Hanyu - Hasuda - Hidaka - Higashimatsuyama - Honjo - Iruma | - Kasukabe - Kawagoe - Kawaguchi - Kazo - Kitamoto - Koshigaya - Kōnosu - Kuki - Kumagaya - Misato - Niiza - Okegawa - Saitama (hoofdstad) | - Sakado - Satte - Sayama - Shiki - Shiraoka - Soka - Toda - Tokorozawa - Tsurugashima - Wakō - Warabi - Yashio - Yoshikawa |

### Gemeenten (郡 gun)
De gemeenten van Saitama, ingedeeld naar district:
| District       | Gemeenten                                                            |
| -------------- | -------------------------------------------------------------------- |
| Chichibu       | Higashichichibu - Minano - Nagatoro - Ogano - Yokoze                 |
| Hiki           | Hatoyama - Kawajima - Namegawa - Ogawa - Ranzan - Tokigawa - Yoshimi |
| Iruma          | Miyoshi - Moroyama - Ogose                                           |
| Kitaadachi     | Ina                                                                  |
| Kitakatsushika | Matsubushi - Sugito                                                  |
| Kodama         | Kamikawa - Kamisato - Misato                                         |
| Minamisaitama  | Miyashiro                                                            |
| Osato          | Yorii                                                                |

### Fusies
(Situatie op 12 oktober 2011) 
Zie ook: Gemeentelijke herindeling in Japan
- Op 1 januari 2001 werden de steden Urawa, Omiya en Yono samengevoegd tot de nieuwe stad Saitama.
- Op 13 februari 2007 werd de gemeente Konan van het District Osato aangehecht bij de stad Kumagaya.
- Op 23 maart 2010 werden de gemeenten Kurihashi en Washimiya van het district Kitakatsushika en Shōbu van het district Minamisaitama aangehecht bij de stad Kuki.[1]
- Op 23 maart 2010 werden de gemeenten Kisai, Kitakawabe en Otone van het district Kitasaitama aangehecht bij de stad Kazo. Het district Kitasaitama verdween na deze fusie.[1]
- Op 11 oktober 2011 werd de stad Hatogaya aangehecht bij de stad Kawaguchi.[2]